# Saint-Maurice-du-Désert
Saint-Maurice-du-Désert är en kommun i departementet Orne i regionen Normandie i nordvästra Frankrike. Kommunen ligger i kantonen La Ferté-Macé som tillhör arrondissementet Alençon. År 2018 hade Saint-Maurice-du-Désert 753 invånare.

## Befolkningsutveckling
Antalet invånare i kommunen Saint-Maurice-du-Désert
| Referens: INSEE |